# 鳥取県中学校一覧
| 総数                         | 60校・2分校      |
| 国立                         | 1校              |
| 公立                         | 56校・2分校      |
| 私立                         | 3校              |
| 教育委員会所在地             | 〒680-8570       |
| 鳥取県鳥取市東町1丁目271番地 |                  |
| 公式サイト                   | 鳥取県教育委員会 |

鳥取県中学校一覧（とっとりけんちゅうがっこういちらん）は、鳥取県の中学校の一覧。

## 国立中学校
- 鳥取大学附属中学校

## 公立中学校

### 鳥取市

#### 県立
- 鳥取県立まなびの森学園

#### 市立
- 鳥取市立北中学校
- 鳥取市立江山学園（義務教育学校）
- 鳥取市立湖東中学校
- 鳥取市立湖南学園（義務教育学校）
- 鳥取市立桜ヶ丘中学校
- 鳥取市立高草中学校
- 鳥取市立中ノ郷中学校
- 鳥取市立西中学校
- 鳥取市立東中学校
  - 鳥取市立東中学校のぞみ分校
- 鳥取市立国府中学校
- 鳥取市立福部未来学園（義務教育学校）
- 鳥取市立河原中学校
- 鳥取市立千代南中学校
- 鳥取市立気高中学校
- 鳥取市立鹿野学園（義務教育学校）
- 鳥取市立青谷中学校
- 鳥取市立南中学校

### 米子市

#### 組合立
- 米子市日吉津村中学校組合立箕蚊屋中学校

#### 市立
- 米子市立東山中学校
- 米子市立福生中学校
  - 米子市立福生中学校いずみ分校
- 米子市立福米中学校
- 米子市立湊山中学校
- 米子市立後藤ヶ丘中学校
- 米子市立加茂中学校
- 米子市立弓ヶ浜中学校
- 米子市立美保中学校
- 米子市立尚徳中学校
- 米子市立淀江中学校

### 倉吉市
- 倉吉市立東中学校
- 倉吉市立西中学校
- 倉吉市立久米中学校
- 倉吉市立河北中学校
- 倉吉市立鴨川中学校

### 境港市
- 境港市立第一中学校
- 境港市立第二中学校
- 境港市立第三中学校

### 岩美郡
- 岩美町立岩美中学校

### 八頭郡
- 智頭町立智頭中学校
- 若桜町立若桜学園（小中一貫校）
- 八頭町立八頭中学校

### 東伯郡
- 三朝町立三朝中学校
- 湯梨浜町立湯梨浜中学校
- 琴浦町立赤碕中学校
- 琴浦町立東伯中学校
- 北栄町立北条中学校
- 北栄町立大栄中学校

### 西伯郡
- 伯耆町立岸本中学校
- 伯耆町立溝口中学校
- 大山町立大山中学校
- 大山町立名和中学校
- 大山町立中山中学校
- 南部町立法勝寺中学校
- 南部町立南部中学校

### 日野郡
- 江府町立奥大山江府学園（義務教育学校）
- 日野町立日野学園（義務教育学校）
- 日南町立日南中学校

## 私立中学校

### 鳥取市
- 青翔開智中学校

### 米子市
- 米子北斗中学校

### 東伯郡
- 湯梨浜学園中学校